# Mithraea de Heddernheim
Les mithraea de Heddenheim sont un groupe de mithraeum situé à Heddernheim, un  quartier de Francfort-sur-le-Main dans le land de Hesse en Allemagne,.

## Historique

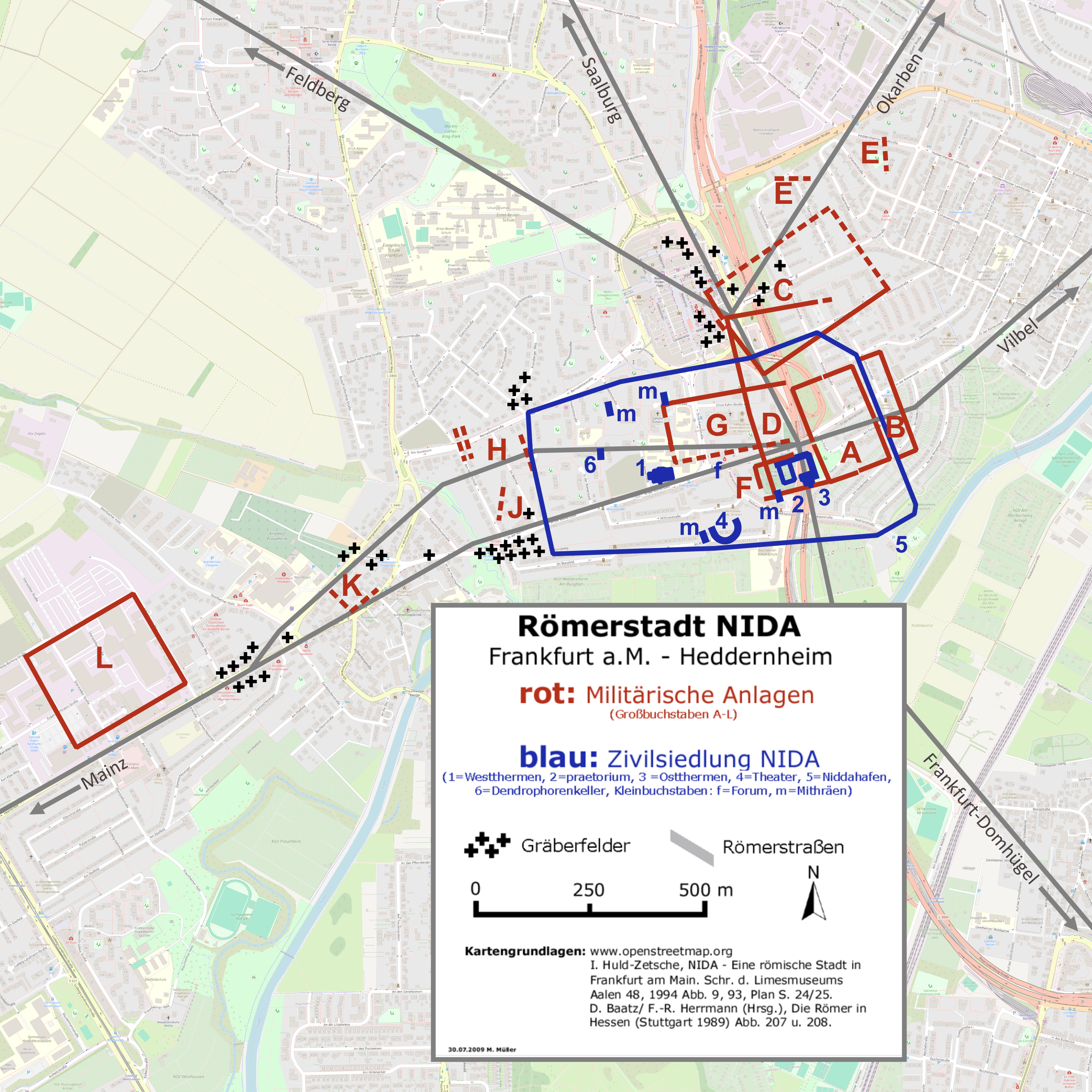
Emplacement des quatre mithraea sur le site à l'époque romaine.

Depuis 1826, quatre sanctuaires du culte de Mithra ont été découverts à Nida-Heddernheim, un quartier de Francfort-sur-le-Main. Cette zone était occupée à l'époque romaine. Les découvertes d'un cinquième mithraeum ont été collectées en privé dans les années 1960 lors de la construction de la ville du nord-ouest sans aucune documentation sur le contexte de la découverte.
Mitrhaeum I : Découvert par Friedrich Gustav Habel (de), les principales découvertes comprenaient une stèle cultuelle biface.
C'est une tauroctonie très connue : Mithra tuant le taureau (Face A) et, Mithra et Sol Invictus en train de communier (Face B).
Mithraeum II : Découvert aussi en 1926 par Friedrich Gustav Habel, il se trouvait à environ 150 m à l'ouest du premier. Les deux mithraea sont presque identiques en taille et en forme. Des fragments d'autel et des deux porte-torches Cautès et Cautopatès ont été retrouvés  (seul Cautopatès, en grande partie intact, a pu être reconstitué). Le bas-relief du culte, trop endommagé, n'a pas pu être reconstitué.
Mithraeum III : Il a été découvert en 1887
dans un cimetière proche de Nida-Heddernheim. Il n'a été fouillé qu'en 1890 par Georg Wolff. Un bas-relief de la tauroctonie brisé en deux a été retrouvé sur le sol rectangulaire du sanctuaire (10,55 m de long sur 5,50 m de large). Il a été gravement endommagé pendant la Seconde Guerre mondiale. Il a pu être partiellement restauré et se trouve maintenant au Museum für Vor- und Frühgeschichte (Berlin). Les statues de Cautès et Cautopatès découvertes aussi en 1887 furent détruites lors d'un bombardement. Les quelques fragments récupérés ont permis le moulage des statuettes exposées au Musée archéologique de Francfort-sur-le-Main.
Mithraeum IV : Il a été fouillé par Ernst May entre 1927 et 1929. Ce mithraeum a été trouvé près du théâtre romain de l'ancienne cité de Nida. Il était plus petit que les trois autres et les trouvailles se composaient de fragments.